# The Lady Objects
The Lady Objects ist ein US-amerikanisches Filmdrama aus dem Jahr 1938, das von Erle C. Kenton für Columbia Pictures inszeniert wurde.

## Handlung
Der ehemalige Footballspieler William Hayward arbeitet nun als Architekt in New York. Seine Frau Ann Adams ist eine aufstrebende Anwältin, die zum Juniorpartner der Kanzlei wird, als sie einen wichtigen Fall gewinnen kann. William wird eifersüchtig auf den Erfolg seiner Frau. Als William bei einem Pokerspiel den Einsatz nicht mitgehen kann, verlässt er den Raum und sucht zwei Freunde auf, George Martin und June Lane, die in einem Nachtclub auftreten. George tritt als Magier auf, June, Williams frühere Freundin, als seine Assistentin.
Als Ann für zwei Wochen nach Washington beordert wird, vergisst sie in ihrer Hektik, die Haushälterin zu bezahlen. William hat nicht genug Geld und nimmt Georges Angebot an, im Nachtclub aufzutreten. Ann erfährt, was ihr Mann getan hat und betrinkt sich. Sie sucht den Club auf und sieht sich einen Auftritt Williams an. Während ihres Aufenthalts im Club sieht Ann, wie William June küsst.
William fährt nach Hause. Auch wenn er nicht mit Ann sprechen will, will er sein früheres Verhältnis zu June nicht wieder neu aufleben lassen. Die zurückgewiesene June sucht Williams neues Appartement auf und betrinkt sich dort. Im Delirium fällt sie zu Boden. Als William sein Appartement betritt, findet er June tot vor. Ihre Halskette hat sich beim Sturz verfangen und sie so zu Tode gewürgt. William wird des Mordes an June angeklagt und vor Gericht gestellt. Er weigert sich, Ann als Verteidigerin zu nehmen. Sein Verteidiger, Mr. Harper, macht bei der Rekonstruktion des Abends jedoch zu viele Fehler. Ann wird von der Staatsanwaltschaft beschuldigt, ihren Mann unerlaubt zu unterstützen. Sie wendet sich an die Jury und gesteht dies. William erhält einen Freispruch und tritt danach wieder im Club auf, von Ann anerkennend betrachtet.

## Auszeichnungen
Das Lied A Mist Is Over the Moon wurde 1939 für den Oscar als „Bester Song“ nominiert. Komponiert wurde er von Ben Oakland (Melodie) und Oscar Hammerstein II (Text).

## Hintergrund
Der Film feierte am 12. Oktober 1938 seine Premiere.